# Glyptopetalum longipedicelatum
Glyptopetalum longipedicelatum är en benvedsväxtart som först beskrevs av Merrill och Chun, och fick sitt nu gällande namn av C. Y. Cheng, C. Y. Cheng och P. H. Huang. Glyptopetalum longipedicelatum ingår i släktet Glyptopetalum och familjen Celastraceae. Inga underarter finns listade.